# 重庆市第七中学校
重庆市第七中学校（Chongqing No.7 High School），又称重庆七中是一所位于重庆市沙坪坝区沙北街94号的公立中学，提供初高中（7-12年级）课程，是原四川省首批重点中学、重庆直辖后首批重点中学。

## 历史
学校自称历史可以追溯至1758年创建的缙云书院，后来又于1758年更名为东川书院，1903年又改建制为重庆府中学堂。1911年，同盟会员杨沧白任监督(校长)，设同盟会机关于校内，为辛亥革命重庆指挥部。1915年，改名重庆联立高级中学。1921年，熊浚任校长，致力教育改革。建立校务委员会、学生自治会。1922年底，校内曾建立社会主义青年团组织。1940年改四川省立重庆中学。1940年改四川省立重庆中学。1952年改重庆市第七中学校。定址于重庆市沙坪坝区。